# Visage (album)
Visage – debiutancki album brytyjskiej grupy Visage, wydany przez Polydor Records w 1980 roku.
Większość utworów na płytę napisali członkowie Visage: Midge Ure, Rusty Egan, Billy Currie, Steve Strange, Dave Formula i John McGeoch. Album spotkał się z sukcesem komercyjnym w Europie i zawierał największy przebój Visage, „Fade to Grey”.

## Lista utworów
Źródła:
| Nr  | Tytuł utworu       | Długość |
| --- | ------------------ | ------- |
| 1.  | „Visage”           | 3:53    |
| 2.  | „Blocks on Blocks” | 4:00    |
| 3.  | „The Dancer”       | 3:40    |
| 4.  | „Tar”              | 3:32    |
| 5.  | „Fade to Grey”     | 4:00    |
| 6.  | „Malpaso Man”      | 4:14    |
| 7.  | „Mind of a Toy”    | 4:28    |
| 8.  | „Moon Over Moscow” | 4:00    |
| 9.  | „Visa-age”         | 4:18    |
| 10. | „The Steps”        | 3:14    |
|     |                    | 39:19   |

## Notowania
| Kraj                              | Pozycja | Certyfikat    |
| --------------------------------- | ------- | ------------- |
| Australia                         | 17      |               |
| Austria                           | 11      |               |
| Francja                           | 2       | złota płyta   |
| Niemcy (Media Control)            | 1       | złota płyta   |
| Nowa Zelandia                     | 14      |               |
| Szwecja (Sverigetopplistan)       | 22      |               |
| Wielka Brytania (UK Albums Chart) | 13      | srebrna płyta |